# Davor Štefanek
Davor Štefanek (Szabadka, 1985. szeptember 12. –) szerb kötöttfogású birkózó. A 2018-as birkózó-világbajnokságon a döntőbe jutott 67 kg-os súlycsoportban, kötöttfogásban. A 2016. évi nyári olimpiai játékokon aranyérmet szerzett 66 kg-ban. A 2014-es birkózó világbajnokságon aranyérmet nyert 85 kg-ban, a 2015-ös birkózó világbajnokságon bronzérmes lett. Háromszoros Európa-bajnoki ezüstérmes, kétszeres bronzérmes kötöttfogásban, 66, illetve 60 kg-ban.

## Sportpályafutása
A 2018-as birkózó-világbajnokságon a döntőbe jutott.